# Владимир Марков
Владимир Несторов Марков е български учен, микробиолог, ветеринарен лекар и откривател, академик. Определян е за родоначалник на микробиологията в България. Член на Германската национална академия „Леополдина“. Постоянен представител на Международната асоциация на микробиолозите в Лондон.

## Биография
Син е на българския възрожденец Нестор Марков и съпругата му Екатерина х.Пакова. Роден е на 22 октомври 1883 г. в Търново, където баща му изпълнява длъжността oкръжен управител (1882 – 1884). Майка му Екатерина произхожда от заможния плевенски род Хаджипакови, неин брат е генерал-майор Христо Паков. Владимир Марков има една сестра Параскева и четирима братя, Светослав, Константин, Иван и Марко – убит като четник в Илинденското въстание през 1903 г.
Владимир Марков завършва земеделското училище в Образцов чифлик край град Русе през 1903 г., завършва ветеринарна медицина в Мюнхен и Берлин (1904 – 1908), специализира в Швейцария, и в института „Роберт Кох“ в Германия (1910 – 1912). Доктор на Берлински университет (1911).
Като военен лекар участва в Балканската война (1912 – 1913) и Първата световна война (1915 – 1918).
Има заслуги за осигуряване на противовариолна и противохолерна защита на войската и населението през Първата световна война.
Основател и завеждащ – от 1921 г. до 1958 г. катедрата по бактериология и серология в Медицинския факултет на Софийския университет.
Той е един от основоположниците на медицинската и промишлената микробиология в България. Откривател на болестта Пироплазмоза при конете в България (1912), и на нов вид бактерия Bacillus anaerobus haemolysans като причинител на путридна инфекция в устата на човека(1919).
Член е на Международния комитет за преоценяване на резултатите от международни конкурси по микробиология и за размяна на бактериални култури (1924); член е на Комитета за посочване на кандидати за Нобелова награда по физиология и медицина (1937). Постоянен член на Международната комисията по микробиологична номенклатура, както и на редица чуждестранни дружества и академии.
През 1926 г. е избран за професор, а през 1952 г. за академик.
Владимир Марков има публикувани над 100 научни труда, учебници и статии в областта на микробилогията и серологията. Трудове върху изменчивостта на бактериите, имунитета, антибиозата и антибиотиците. Има новаторски приноси в разработване на проблемите на параглутинацията, в приложението на микробиологията в широки области. Почива в София на 23 август 1962 г.
Съпруга на Владимир Марков е германката Антония Зандхаген, нямат деца.

## Главни трудове
- Приложна микробиология. София, 310 с.   1925.
- Методи на микробиологични и серологични изследвания. София, 425 стр. Универс. библ. № 79.   1928.
- Патогенни микроорганизми и имунитет. София, 425 стр. Универс. библ. № 109.   1932.

## Други трудове
- Vergleichende bakteriologische und serologische Studien über Rauschbrand- und Pseudorauschbrand. – Zentralbl. Bakteriol., 60, № 3, 188 – 222.   1912.
- Piroplasmose und andere blutparasitäre Krankheiten der Haustiere am Balkan. – Arch. Schifts Tropenhygiene, 20, 313 – 335.   1916.
- Experimentelle Studien über das Wesen der Paraglutination. – Zentralbl. Bacteriol., 78, № 3, 372 – 384.   1916.
- Един строго облигатен анаероб (Bacillus anaerobus haemolysans) като причина на една непозната досега путридна инфекция. – Спис. на Бълг. Акад., 17, 1919, 21 с.   1919.
- Серологични и клинични наблюдения при петнистия тиф. – Летописи на БЛС, 12, № 9 – 12, 41 и сл.   1919.
- Febris recurrens. – Летописи на БЛС, 12, № 7 – 8.   1919.
- Естеството на параглутинацията за пояснение на Weil-Felix’овата реакция при петнистия тиф. – Ветер. Сбирка, 1920, № 1.   1920.
- Пироплазматозата по домашните животни в България. – Архив на М-вото на земед., 2, 32.   1922.
- Експериментални студии върху действието на пресните нормални хетерогенни серуми in vivo и in vitro. – Ветер. сбирка, 26, № 10 – 12, 175.(Хабилитационен труд за редовен доцент).   1922.
- Аглутинацията като колоидална реакция. – Годишник медиц., 2/23, 1-18.   1922.
- Обяснение на псевдобактериофагията при Bac. anthracis. – Годишник медиц., 7, 1-9.   1927/28.
- Особености на бактериофагния лизат и неговите имунобиологични свойства. Теория за образуване на „субантитела“ в животинския организъм. – Годишник медиц., 7, 1-40.   1927/28.
- Причини на анафилактичната смърт вследствие приложение на серумна профилактика и терапия. – Бълг. Клиника, № 2.   1928.
- Епидемични отравяния със сирене. Способ за обезвреждане на сирена, засегнати от сапрофити. – Годишник медиц., 8, 1-35.   1928/29.
- Bacterium typhi flavum и неговото значение за епидемиологията на коремния тиф. – Годишник медиц.,13, 451-457.   1933/34.
- Тифузна епидемия в София през 1932 г. – Годишник медиц., 13, 459-463.   1933/34.
- Активно действащи принципи при бактериотерапията. – Годишник медиц., 13, 465-471.   1933/34.
- Отношението на Bact. rhinoskleromatis към етиологията на риносклеромата. – Годишник медиц., 13, 53-84. (Заедно със З. К. Ячева).   1933/34.
- Епидемиология на коремния тиф. – Медиц.Списание, № 9, 388 и сл.   1935.
- Биохимични процеси при образуването на лечебната поморийска (анхиалска) тиня. – Годишник медиц., 14, 1934/35, 445-472.   1934/35.
- Критика на някои от хипотезите за образуването на сероводород в дълбочините на Черно море. – Годишник медиц., 14, 473-486.   1934/35.
- Една смъртоносна епизоотия измежду пъстървите на Мусаленските езера. – Годишник медиц., 15, 145-160. (Заедно със З. К. Ячева).   1935/36.
- Влиянието на „тежката“ вода върху хемолизата и олигодинамията на трифала и живота на някои бактерии. – Годишник медиц., 15, 133-143.   1935/36.
- Епидемиология на дизентерията в гр. Свищов през 1937 г. – Годишник медиц., 17, 121-127.   1937/38.
- Бактериалната флора в киселото мляко. Критична студия. – Годишник медиц., 15, 343-425. (Заедно със З. К. Ячева).   1938/39.